# Rayévskaya
Rayévskaya (del ruso: Раевская) es una stanitsa de la unidad municipal de la ciudad de Novorosíisk del krai de Krasnodar, en el sur de Rusia. Está situada al suroeste del nacimiento del río Maskaga, constituyente del río Anapka, entre el mar Negro y las estribaciones de poniente del Cáucaso occidental, 21 km al noroeste de Novorosíisk y 115 km al suroeste de Krasnodar, la capital del krai. Tenía 10 020 habitantes en 2010
Es centro del municipio rural Rayévskoye, al que pertenece asimismo Pobeda.

## Historia
Rayévskaya fue fundada en 1862, y fue nombrada así en homenaje al general Nikolái Rayevski.

## Demografía
| 2002  | 2010   |
| ----- | ------ |
| 8 409 | 10 020 |

### Composición étnica
De los 8 409 habitantes que tenía en 2002, el 78.7 % era de etnia rusa, el 12.5 % era de etnia armenia, el 2.9 % era de etnia ucraniana, el 0.6 % era de etnia tártara, el 0.6 % era de etnia alemana, el 0.5 % era de etnia gitana, el 0.5 % era de etnia bielorrusa, el 0.4 % era de etnia azerí, el 0.2 % era de etnia alemana, el 0.1 % era de etnia adigué, el 0.1 era de etnia georgiana y el 0.1 % era de etnia turca.

## Economía y transporte
Alrededor de la población se desarrolla la viticultura.
La carretera federal rusa M25 pasa a pocos kilómetros de la localidad, rodeándola por el norte. La localidad cuenta con la estación ferroviaria Gáiduk en la línea Novorosíisk-Krymsk.

## Personalidades
- Vasili Golován (1924-1944), Héroe de la Unión Soviética.
- Oksana Shmachkova (*1981), futbolista.